# Gareth Jones (journaliste)
Pour les articles homonymes, voir Gareth Jones.
Gareth Richard Vaughan Jones est un journaliste britannique né le 13 août 1905 à Barry (pays de Galles) et tué le 12 août 1935 en Mandchoukouo. Il est surtout connu pour sa couverture de l'Holodomor, nom donné a posteriori en Ukraine aux famines soviétiques de 1931-1933, qu'il observe directement au cours de son dernier voyage en URSS.

## Biographie
Originaire du pays de Galles, Gareth Jones découvre l'Ukraine dans les récits que lui fait sa mère, qui a servi de préceptrice aux enfants d'Arthur Hughes, le fils de l'homme d'affaires gallois John Hughes, le fondateur de la ville de Donetsk (Yuzovka). Il étudie à l'université d'Aberystwyth, puis à l'université de Cambridge, dont il sort diplômé avec mention (first-class honours) en français, en allemand et en russe en 1929.
L'année suivante, il entre au service de l'ancien Premier ministre David Lloyd George en tant que conseiller dans le domaine de la politique étrangère et se rend pour la première fois dans la ville industrielle ukrainienne de Donetsk (Yuzovka), rebaptisée Stalino en 1924 et qui deviendra Donetsk. Depuis le barrage sur le fleuve Dniepr qui fait sextupler la production ukrainienne d'électricité, c'est le premier centre économique de la région du Donbass à l'est de l'Ukraine. Ce voyage donne lieu à ses premiers articles publiés dans le Times et le Western Mail.
En 1929, seulement 2 500 Américains avaient visité l'Union Soviétique mais ce nombre a doublé en 1930 puis atteint en 1931 10 000 citoyens américains, l'intérêt pour le communisme progressant après le krach boursier de 1929.
Parallèlement, on comptait, en février-mars 1930, plus de cent foyers de révolte sur le sol ukrainien et dès 1931, le Parti communiste d'Ukraine (en) augmente les prélèvements à 41 % des grains. Après un voyage en Union soviétique durant l'été 1931 pour le compte d'Ivy Lee, Jones retourne travailler auprès de Lloyd George et participe à la rédaction de ses Mémoires de guerre.
Alors qu'il prévoit de retourner en Ukraine, l'actualité le conduit en Allemagne en janvier 1933. Il est le premier journaliste étranger à voyager dans l'avion privé du nouveau chancelier, Adolf Hitler, fin février.
Jones, soucieux de recouper ses informations sur le terrain en interrogeant des témoins directs de la famine, effectue ensuite son troisième et dernier séjour en Union soviétique, durant lequel il assiste aux conséquences en Ukraine des famines qui touchent l'URSS, causées notamment par les trop importantes exportations de grains, de grandes sécheresses, et de mauvaises gestions locales. Dès son arrivée à Moscou en mars 1933, il apprend par des informateurs que l’Ukraine est dans une « situation dramatique » mais aussi le décès suspect d’un de ses contacts et amis, qui pouvait l'aider dans son travail. Muni d’un visa falsifié, il part cependant pour l’Ukraine , où il constate la famine en plusieurs lieux et en souffre personnellement.
Son train arrive à Kharkiv — alors capitale ukrainienne — où il fausse compagnie à ses guides, avant de poursuivre à pied pendant trois jours, marchant à peu près 40 km et visitant quelques fermes collectives.
Après avoir été arrêté par la police dans une petite gare et menacé de représailles s’il parlait, Gareth Jones rentre à Londres.
Il révèle la situation dans un communiqué de presse le 29 mars 1933 et lors d’une conférence de presse tenue le 29 mars 1933 à Berlin, puis dans une vingtaine d’articles dans la presse britannique et américaine, notamment d'abord dans le quotidien Evening Standard.
Reprenant la propagande des autorités soviétiques, les correspondants des journaux occidentaux à Moscou l'accusent d'avoir grandement exagéré les choses, à l'image de Walter Duranty du New York Times, prix Pulitzer en 1932 pour ses articles sur l’URSS, et admirateur de Staline.
Après ces révélations, Jones se voit interdit de retour sur le sol soviétique. Les autres correspondants étrangers, soucieux de conserver leur autorisation de travailler en Union Soviétique, s’accordent pour estimer que « dénigrer Jones » était « une corvée aussi désagréable que celle qui s’imposait à chacun d’entre nous après des années passées à jongler avec les faits pour plaire aux régimes », selon les souvenirs de l'Américain Eugene Lyons,. Son reportage a cependant un retentissement international.
En novembre 1933, huit mois après les révélations de Jones, les États-Unis décident de reconnaître officiellement l’URSS. "Blacklisté par l’establishment britannique", Gareth Jones décide d'écrire quand même, dans les colonnes du Cardiff Western Mail, un journal local de sa région d'origine.
Fin 1934, Jones repart en voyage et en reportage, cette fois-ci au Japon et en Chine, afin de documenter l'expansionnisme japonais. Alors qu'il traverse la Mandchoukuo, il est enlevé par des brigands, qui cherchent à le rançonner, de même que son compagnon de route, médecin allemand. Ce dernier est relâché mais Jones est tué par ses ravisseurs dans des circonstances troubles. On évoquera plus tard la piste d'un assassinat – soit par le NKVD, police politique en URSS à laquelle appartenait le loueur de sa voiture, soit par un agent japonais, car il enquêtait sur les crimes de guerre du Japon Shōwa, et se trouvait alors en territoire occupé par l'empire du Japon,,,,.

## Réactions à ses révélations

### Sur la scène internationale
Le journal Le Monde Slave accuse, dès janvier 1933, deux mois avant le voyage de Jones, Walter Duranty du New York Times mais aussi Louis Fisher et Michel Farbman de la New Republic d'être des « adulateurs professionnels du régime soviétique ». De leur côté, les autorités soviétiques « font pression sur les journalistes à leur solde » pour réfuter les révélations de Jones, qui , dans le Financial Times du 11 avril 1933, dénonce « les réquisitions forcées de blé et de bétail d’être les responsables » de la grande famine.
Correspondant du New York Times à Moscou de 1922 à 1936, Walter Duranty cherchait à rendre le régime stalinien « plus acceptable aux sceptiques occidentaux », que le communisme et assimilable à « une forme de capitalisme d’État ». Le jury du prix Pulitzer, gagné en 1932, avait salué « la profondeur et la compréhension intime » mais aussi « l'impartialité, bon jugement et précision exceptionnelle » de ses reportages. Évoquant la brutalité de Staline envers les millions de fermiers koulaks, il écrivait cependant en 1931 : « Faut-il tous les abolir physiquement, eux et leurs familles ? Bien sûr que non – ils doivent être « liquidés » ou fondus dans le feu brûlant de l'exil et du travail dans la masse prolétarienne ».
Dans une dépêche de Moscou datant de mars 1933, puis le 13 mai 1933, Walter Duranty publie cette fois un long démenti aux révélations de Gareth Jones, dans le New York Times, en « reprenant le discours officiel de 1932 ». Jones peut répondre dans le même journal, mais « avec un texte relégué à la toute fin ».
« Gareth Jones révèle une histoire effrayante au sujet de la famine en Union soviétique. Mais il n’y a pas de famine ou de décès dus à la famine (...) Il n’est que trop vrai que la nouveauté et la mauvaise gestion de l’agriculture collective ont provoqué le gâchis de la production alimentaire soviétique. Mais, pour le dire brutalement, vous ne pouvez pas faire d’omelette sans casser des œufs », écrit Walter Duranty.
Pourtant, en privé, il reconnaissait l'existence de cette famine, comme le prouve le documentaire de 2023 Moissons sanglantes, de Guillaume Ribot et Antoine Germa. Le journaliste américain d'origine russe Eugene Lyons, correspondant à Moscou de l'agence de presse United Press International, a raconté que l'écrivaine anglo-russe Ivy Teresa Low Litvinov, épouse du diplomate soviétique puis ministre des Affaires étrangères de l'URSS à partir de 1930 Maxim Litvinov, avait été témoin oculaire d'une remise d'argent liquide dans les locaux de l'ambassade de l'URSS à Paris mais il a reconnu ne pas avoir de preuve de corruption de Walter Duranty.

### Sur la scène française
En France, sont tout d'abord publiés dans la presse en 1933 « seulement deux courts entrefilets presque identiques », l'un dans La Revue hebdomadaire et l'autre à la troisième page du Quotidien, engagé à gauche et fondé en 1923 par Henry Dumay, soit quelques voix qui ne « portent guère ». Tous deux reprennent les déclarations de Gareth Jones selon qui « la Russie n’est pas gouvernée par les leaders bolchevistes, mais par la famine ».
Il faut attendre l’été pour voir des informations sur la famine diffusées plus largement dans une presse française inquiète des événements en Allemagne, qui polarisent le débat international, notamment en juillet, quand une dizaine d’articles sont publiés sur cette affaire ukrainienne, alors que Gareth Jones s’est lancé dans une série de conférences en France. Le 19 juillet, il s'adresse aux correspondants étrangers, au cours du déjeuner hebdomadaire de l'association de la presse anglo-américaine.
Le même jour, L’Echo de Paris publie les propos du correspondant du Temps, Pierre Berland, inquiet du silence de la presse, face à la « catastrophe qui s’est abattue sur l'Ukraine ». Gareth Jones se heurte cependant fin août aux témoignages favorables aux Soviétiques de l’ancien président du Conseil, Édouard Herriot, apôtre du rapprochement franco-russe, qui a participé à un voyage à l’été 1933 avec plusieurs parlementaires, dont il est revenu « enchanté » et dont L'Humanité fait le récit le 30 août 1933, même si en France l'anticommunisme l'emporte largement, le PCF ayant obtenu 10 députés aux législatives législatives de 1932 et 72 à celles de 1936 (sur 610 députés).
Plusieurs articles citant Jones sortent cependant ensuite, dans L’Économiste français le 19 août 1933, puis dans L’Économiste européen le 6 octobre et L’Éveil des peuples le 8 octobre. L’Humanité, elle, est restée « totalement silencieuse sur le témoignage de Gareth Jones ». Suzanne Bertillon, dans Le Matin du 30 août 1933, souligne, elle, que la famine « tend à la destruction d’un peuple dont le seul titre est d’aspirer à la liberté ».
La presse parisienne avait subi dans les années 1920 mais aussi dans les années 1930 des problèmes de crédibilité consécutifs à la censure et au bourrage de crâne durant la Première Guerre mondiale puis aux révélations distillées en 1931 sur l'affaire Arthur Raffalovitch, scandale médiatico-financier lié aux emprunts russes d'avant la Première Guerre mondiale, vantés par la presse mais au remboursement refusé par les révolutionnaires de la révolution d'Octobre 1917. Révélée en 1931 seulement, via le pamphlet L'Abominable vénalité de la presse paru dans L'Humanité grâce aux archives de l'ambassade soviétique établie depuis 1924 (année de la reconnaissance par la France de l'Union Soviétique) à Paris, cette affaire Raffalovitch se fait connaitre peu à peu. Ce sera seulement lors de la séance du 22 janvier 1935, en réaction à ces problèmes que sera présenté le rapport Brachard aux députés puis votée la loi Brachard créant le statut de journaliste professionnel.

## Postérité et hommage

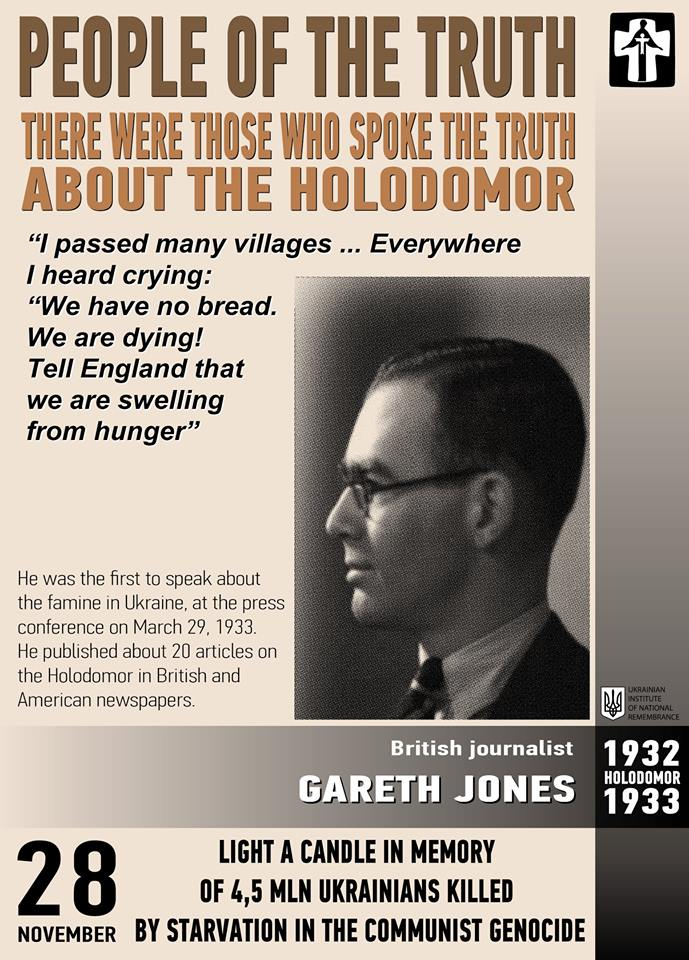
Affiche commémorative du jour du souvenir annuel de l'Holodomor, le 28 novembre 2015.

Son voyage de 1933 en Ukraine est l'objet du film L'Ombre de Staline, de la réalisatrice polonaise Agnieszka Holland, ancienne assistante d’Andrzej Wajda, sorti en Ukraine en novembre 2019. Le rôle de Gareth Jones y est joué par James Norton. Le film est accompagné de la lecture de passages de La Ferme des animaux de George Orwell.
En 2023, Moissons sanglantes, 1933 la famine en Ukraine, un documentaire de Guillaume Ribot sur les famines soviétiques de 1931-1933 en Ukraine, retrace le voyage du jeune Gareth Jones, en s’appuyant sur les articles du journaliste décrivant l'Holodomor. Auteurs de ce documentaire, Guillaume Ribot et Antoine Germa ont estimé, dans une tribune au Monde, qu’il est temps d’honorer officiellement la mémoire de Gareth Jones.
Comme le note Le Monde dans un article de 2021, bien que certains éléments de l'intrigue de Tintin au pays des Soviets semblent faire écho aux récits de Gareth Jones, Hergé n'a pas pu s'en inspirer, puisque la publication des épisodes est antérieure aux révélations du journaliste.